# Cyrtodactylus nicobaricus
Cyrtodactylus nicobaricus — вид ящірок з родини геконових (Gekkonidae). Описаний у 2020 році.

## Поширення
Ендемік Індії. Відомий лише на Нікобарських островах на півночі Індійського океану.